# Pierre Reinhart
Pour les articles homonymes, voir Reinhart.
Pierre Reinhart (19 septembre 1932, Grand Combe sur Gard - 27 février 2011, Paris) est un religieux franciscain ayant travaillé à la promotion de la culture moba tout en ayant été vicaire général puis administrateur diocésain du diocèse de Dapaong (1984-1991).

## Biographie
Pierre Reinhart arrive au Togo en 1961 pour se mettre au service du diocèse de Dapaong. Il est d'abord formateur catéchétique à Bombouaka. Il devient rapidement un fin connaisseur de la langue moba. Il écrit alors et publie différents travaux sur celle-ci : proverbes, lexique, documents divers, méthode d'apprentissage de la langue et dictionnaire moba-français, qu'une brusque maladie ne lui a pas permis d'achever.
Il a aussi su ressusciter Laafia, un mensuel diocésain qui avait périclité un moment et qui paraît aujourd'hui encore.

## Publication
- Pierre Reinhart, Parlons Moba, langue du Nord-Togo, Paris, L'Harmattan, coll. « Folio/ Essais », 2009 (ISBN 2-2960-8005-7 et 978-2-2960-8005-8)